# Johannes Schröder (Chemiker)

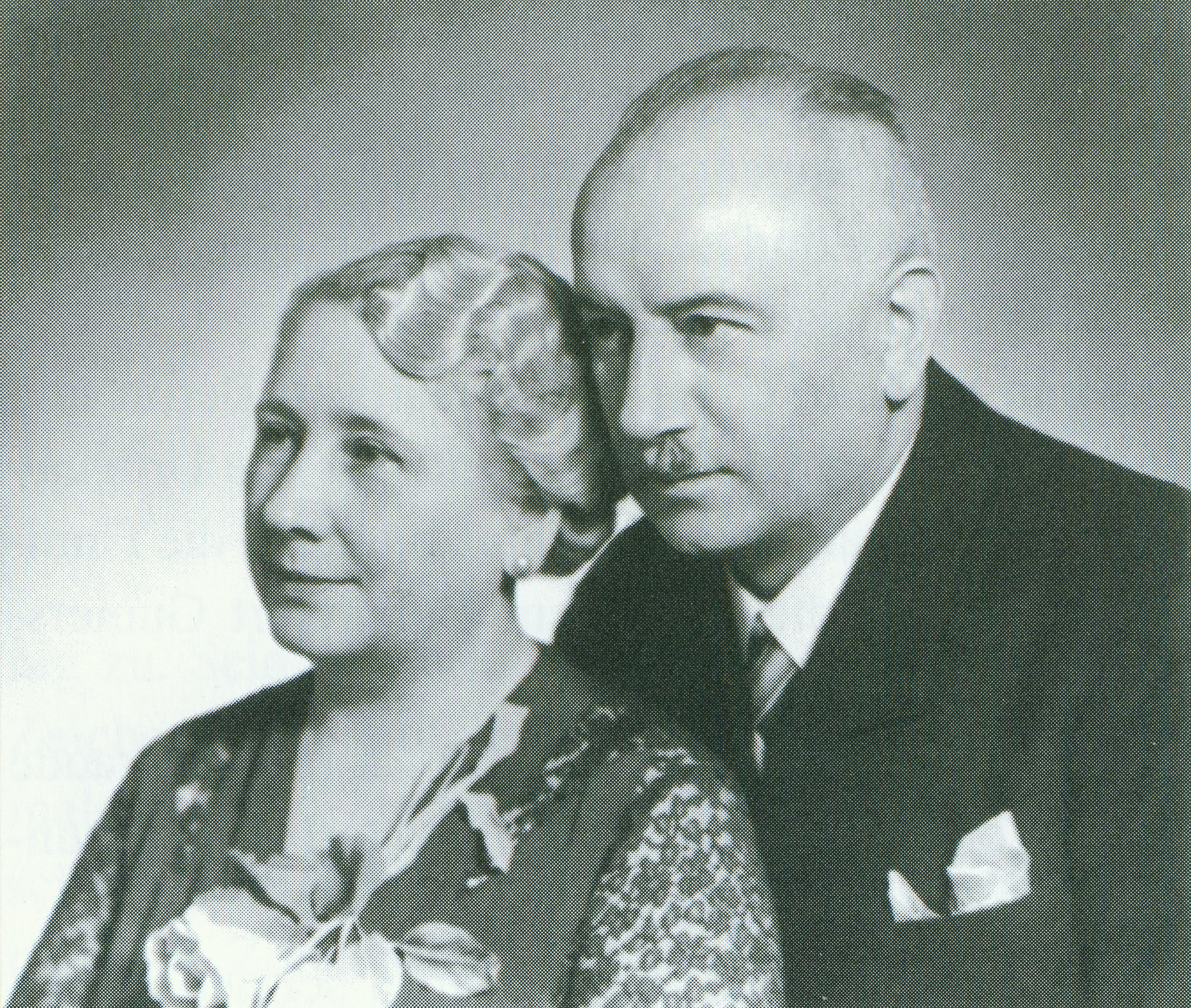
Johannes Schröder mit seiner Ehefrau Traude

Johannes Schröder (* 20. Juli 1879 in Guntersblum; † 25. Januar 1942 in Berlin) war ein deutscher Chemiker, Professor, Autor und Diplomat.

## Leben
Johannes Schröder wurde 1879 als Sohn des Tünchermeisters Heinrich Schröder und dessen Frau Juliane Schröder, geborene Becker, in Guntersblum geboren.
Nachdem er die Guntersblumer Volksschule besuchte, wechselte er im Alter von zehn Jahren in die Großherzogliche Realschule in das benachbarte Oppenheim. Nachdem 1892 seine Mutter Juliane gestorben war, heiratete sein Vater 1894 wieder und Johannes erhielt eine Ersatzmutter. Zudem bekam er einige Jahre später eine neue Schwester namens Cilli. Als seine Schulzeit in der Großherzoglichen Realschule in Oppenheim endete, ging er noch ein Jahr in das Großherzogliche Realgymnasium nach Mainz.
Nachdem er in Mainz das Abitur erlangt hatte, studierte er ab 1897 an der Justus-Liebig-Universität in Gießen Naturwissenschaften. Seinem besonderen Interesse galt dabei der Chemie in Verbindung mit der Landwirtschaft. Ab 1899 war er Lehramtsassistent am chemischen Laboratorium der Gießener Universität. 1901 promovierte Schröder schließlich über das Thema Reaktionen von Metallsalzen in Pyridin. Kurz darauf lehrte er bis 1904 Analytische Chemie in Gießen.
Anschließend habilitierte er über das Thema Chemisches und physikalisch-chemisches Verhalten des Pyridins und von Metallsalzen zu und in Pyridin. Am 27. April 1904 erhielt er schließlich die Venia legendi. Nun lehrte Schröder als Privatdozent der Chemie an der Justus-Liebig-Universität Gießen. Am 5. Januar 1907 erhielt Schröder einen Lehrauftrag an der Universität von Montevideo in Uruguay für Chemie und Agrochemie. Zwei Jahre später wurde er schließlich Inspektor der Verwaltung dieses Instituts.
Nun betätigte sich Johannes Schröder auch als Autor. Er verfasste sowohl zahlreiche wissenschaftliche Werke in Deutsch und Spanisch über chemische und chemisch-landwirtschaftliche Themen als auch einige Werke über die Situation und die Probleme der Gesellschaft in Uruguay. So konnte er wesentlich zur Strukturverbesserung der dortigen Landwirtschaft beitragen.
1920 trat Schröder schließlich als ordentlicher Professor in Montevideo in den Ruhestand. Nun kümmerte er sich vor allem um die praktische Behebung von technischen Problemen in Uruguay. Wegen seiner Leistungen und seiner Fähigkeiten kam er während der Zeit des Nationalsozialismus im Jahr 1937 als Attaché für technische Angelegenheiten zur Auslandsvertretung von Uruguay nach Berlin. Währenddessen besuchte er oft seine zurückgebliebene Familie in seinem Heimatort Guntersblum.
1938 heiratete er schließlich Traude von Zagorski, die Frau eines verstorbenen Freundes. Schröder starb schließlich am 25. Januar 1942 während des Zweiten Weltkriegs an einem Herzinfarkt in Berlin.